# 忍者ボイメンくん 〜昇龍道で修行でござるよ〜
『忍者ボイメンくん 〜昇龍道で修行でござるよ〜』（にんじゃボイメンくん しょうりゅうどうでしゅぎょうでござるよ）は、2015年7月7日（6日深夜）から12月22日（21日深夜）の間、東海テレビで放送された深夜バラエティ番組。毎月第1・第3火曜0:35 - 1:05（月曜深夜、JST）に放送。フジテレビTWOでは『忍者ボイメンくんフジテレビTWOバージョンでござる』のタイトルで放送された。
2016年10月4日（3日深夜）から2017年3月21日（20日深夜）の間、シーズン2『忍者ボイメンくん2 〜昇龍道は忍者道具の宝庫でござる〜』（にんじゃボイメンくん2 しょうりゅうどうはにんじゃどうぐのほうこでござる）を放送。前作と同様に月2回のスタイルで放送する他、フジテレビTWO/TWOsmartで見逃し配信を行った。

## 概要
東海地方の男性グループBOYS AND MENが忍者に扮し、修行の名のもとに「中部地方・北陸地方の観光地を結ぶと龍が天に昇る姿に見えるエリア『昇龍道』」を紹介する、ロケーション型のバラエティ番組である。
「番組の海外販売で収益を上げることが、テレビ離れ対策を急ぐ地方局の経営強化につながる」と意図した東海テレビと、グループのアジア進出を図るBOYS AND MENの所属事務所フォーチュンエンターテイメントが、総務省からの助成を受けて制作した番組である。外国の目線を意識した番組の制作とその海外販売を狙い、映画やアニメで海外にも知られる「忍者」の活用と「ご当地アイドルの輸出」を盛り込んだ企画を練り、地元観光地を巡る本番組の制作・放送となった。
「月2回の放送」というスタイルが取られた。東海テレビでは2015年4月から同時間枠で『そんなバカなマン』が放送されており、本番組のある週は『そんなバカなマン』以降のプログラムを繰り下げて放送。放送開始当初より、半年間の放送であると明言されている。
日本での放送終了後の2016年1月から、WAKUWAKU JAPANにてインドネシア・ミャンマー・シンガポール向けの放送を開始。同年4月からはフジテレビTWOにて、未公開映像や新撮映像を追加した『忍者ボイメンくんフジテレビTWOバージョンでござる』の放送を開始した。
シーズン2は、「新たな忍者道具を生み出す」という使命を受けて、伝統工芸など日本のものづくりに焦点を当てた内容となる。

## 出演者
BOYS AND MENには、それぞれのキャラクターに由来した「○影」という忍者ネームが付けられている。
- 浜谷健司（ハマカーン）：忍者マスター・浜谷はまぞう（はまのたに はまぞう） - 忍者ボイメンくんの師匠。通称「マスター」。衣装は金色がベース。
- BOYS AND MEN：忍者ボイメンくん

  - 水野勝：蹴影（けりかげ） - サッカーが得意なことから。
  - 田中俊介：色影（いろかげ） → 肉影（にくかげ） - メンバーの中で一番色気があることから。二度目の出演時にあまりにも筋肉質な風貌になっていたことから「肉影」と改められた[14]。
  - 田村侑久：ビラ影（ビラかげ） - 宣伝用のビラ配りが上手いことから。
  - 辻本達規：尻影（しりかげ） - 鍛え上がった尻が自慢であることから。
  - 小林豊：甘影（あまかげ） - 甘いものが好きなことから。
  - 本田剛文：桃影（ももかげ） - テーマカラーの桃色から。
  - 勇翔：静影（しずかげ） - 寡黙で物静かなことから。
  - 平松賢人：ママ影（ママかげ） - 母親が大好きなマザコンであることから。
  - 土田拓海：薄影（うすかげ） → ブラ影（ブラかげ） - 存在感が薄いことから。衣装がブラジャーを着けているように見えたことから初回から度々「ブラ影」と呼ばれており、シーズン2ではそれが忍者ネームとなった。
  - 吉原雅斗：顔影（かおかげ） - 顔がカピバラに似ていることから。
- BOYS AND MEN研究生：研究生忍者
  - 寺坂頼我：キラ影（キラかげ） - キラキラしたものが好きなことから。
  - 野々田奏：眉影（まゆかげ） - 眉毛が凛々しいことから。
  - 北川せつら：ポチャ影（ポチャかげ） - ややポッチャリ体型であることから。

### シーズン1
- 若菜太喜：媚影（こびかげ） - 先輩に媚びまくる太鼓持ちであることから。

### シーズン2
- おとめボタン：忍者マスターの側室
  - 小西麗菜：ねね
  - 上田美沙季：茶々

## スタッフ
- ナレーション：鈴村一也
- 構成：三芳和幸
- カメラ：青沼康輝
- 音声：遠藤淳
- 音効：桑原崇
- ディレクター：近藤晴彦[15]
- プロデューサー：佐野雅彦[5]
- 協力：東海テレビプロダクション、フォーチュンエンターテイメント[15]
- 製作著作：東海テレビ[15]

## 主題歌
- BOYS AND MEN「ひとひらのねがひ」（Fortune Records）
- BOYS AND MEN「BOYMEN NINJA」（Fortune Records）[12]

## 放送日程
| 回        | 放送日          | 企画内容                                                         | ロケ地                       | 出演メンバー                                            |
| シーズン1 | シーズン1       | シーズン1                                                        | シーズン1                    | シーズン1                                               |
| --------- | --------------- | ---------------------------------------------------------------- | ---------------------------- | ------------------------------------------------------- |
| 01        | 2015年 07月07日 | 「人気の観光地・犬山で修行でござる」                             | 愛知県犬山市                 | 全員                                                    |
| 02        | 07月21日        | 「答志島へ龍神に会いにいくでござる」                             | 三重県鳥羽市                 | 水野・辻本・本田・土田・吉原                            |
| 03        | 08月04日        | 「日本屈指のパワースポットで修行でござる」                       | 三重県伊勢市                 | 水野・辻本・本田・土田・吉原                            |
| 04        | 08月18日        | 「服部半蔵ゆかりの地で修行でござる」                             | 三重県桑名市                 | 田中・田村・辻本・小林・若菜                            |
| 05        | 09月08日        | 「忍者の聖地で修行でござる」                                     | 三重県伊賀市                 | 水野・田中・田村・辻本・若菜                            |
| 06        | 09月22日        | 「人気の馬籠宿で忍者遊びをするでござる」                         | 岐阜県中津川市               | 水野・田中・辻本・平松・土田                            |
| 07        | 10月06日        | 「駒ヶ根でカッパに会いにいくでござる!?」                         | 長野県駒ヶ根市               | 水野・田中・辻本・平松・土田                            |
| 08        | 10月20日        | 「奥飛騨で壮絶過酷修行が待っているでござる!?」                   | 岐阜県高山市                 | 水野・田中・田村・勇翔・吉原                            |
| 09        | 11月03日        | 「赤影のふるさとで伝説をつくるでござる」                         | 岐阜県高山市                 | 水野・田中・田村・辻本・吉原                            |
| 10        | 11月17日        | 「セントレアで外国人忍者をスカウトするでござる」                 | 愛知県常滑市                 | 水野・田中・田村・辻本・本田 / 寺坂・野々田・北川       |
| 11        | 12月08日        | 「たるんだ忍者が名古屋で真剣勝負をするでござる」                 | 愛知県名古屋市               | 水野・田中・田村・辻本・本田・若菜 / 寺坂・野々田・北川 |
| 12        | 12月22日        | 「昇龍道の果てで最終修行でござる！」                             | 石川県金沢市、羽咋市、穴水町 | 全員                                                    |
| シーズン2 |                 |                                                                  |                              |                                                         |
| 01        | 2016年 10月04日 | 「全員集合！新たな修行の旅が始まるでござる！」                   | 愛知県名古屋市               | 全員                                                    |
| 02        | 10月18日        | 「信長ゆかりの地！岐阜で、ひと旗あげるでござる！」               | 岐阜県岐阜市                 | 水野・田中・田村・辻本・本田・吉原                      |
| 03        | 11月08日        | 「郡上八幡で(珍)グルメを楽しむでござる！」                       | 岐阜県郡上市八幡町           | 水野・田村・辻本・本田・土田                            |
| 04        | 11月22日        | 「松尾芭蕉ゆかりの大垣で「わびさび」の心を学ぶでござる！」       | 岐阜県大垣市                 | 水野・田村・辻本・本田・土田                            |
| 05        | 12月06日        | 「“名刀の産地”岐阜県関市で「キレ味鋭い」忍者を目指すでござる！」 | 岐阜県関市                   | 水野・辻本・小林・平松・吉原 / 寺坂・野々田・北川       |
| 06        | 12月20日        | 「名古屋の台所“柳橋中央市場”で、ガチンコ師弟対決でござる！」     | 愛知県名古屋市               | 水野・辻本・小林・平松・吉原                            |
| 07        | 2017年 1月10日  | 昇龍道の中心地“名古屋”で、「アゲアゲな忍者」になるでござる！     | 愛知県名古屋市               | 水野・田中・田村・本田・勇翔                            |
| 08        | 1月24日         | 三重県桑名市で、「型にはまった忍者」になるでござる！             | 三重県桑名市                 | 水野・田中・田村・本田・勇翔                            |
| 09        | 2月07日         | 滋賀県長浜市で、「先読みできる忍者」になるでござる！             | 滋賀県長浜市                 | 水野・田中・田村・辻本・小林                            |
| 10        | 2月21日         | 滋賀県甲賀市で、「甲賀忍者の魂」を学ぶでござる！                 | 滋賀県甲賀市                 | 水野・田中・田村・辻本・小林                            |
| 11        | 3月14日         | 南知多町日間賀島で、「タコのような忍者」になるでござる！         | 愛知県南知多町               | 本田・勇翔・平松・土田・吉原                            |
| 12        | 3月21日         | 富士山そびえる静岡県で「日本一の忍者」になるでござる！           | 静岡県浜松市・静岡市         | 全員                                                    |

WAKUWAKU JAPANでの放送
- インドネシア・ミャンマー：2016年1月6日 - 3月21日、曜日・時間とも変則的に放送[7]。
- シンガポール：2016年1月10日 - 3月27日、曜日・時間とも変則的に放送[7]。
- 台湾：2016年9月5日 - 28日[18]。

フジテレビTWOでの放送
- シーズン1：2016年4月23日[注 3] - 2017年1月7日

## DVDリリース、関連商品

### DVD
番組のDVDは、フォーチュンエンターテイメントより発売された。
- 忍者ボイメンくん 其之一（2015年10月24日）[19]
- 忍者ボイメンくん 其之二（2016年3月13日）[20]
- 忍者ボイメンくん 其之三（2016年3月13日）[20]
- 忍者ボイメンくん 其之四（2016年4月）

### 関連商品
シーズン2にて、番組と味覚糖のグミ「忍者めし」とのコレボレーションによる「忍者めし 忍者ボイメンくん」を商品化。東海地区限定で発売した。